# ジャグワイン

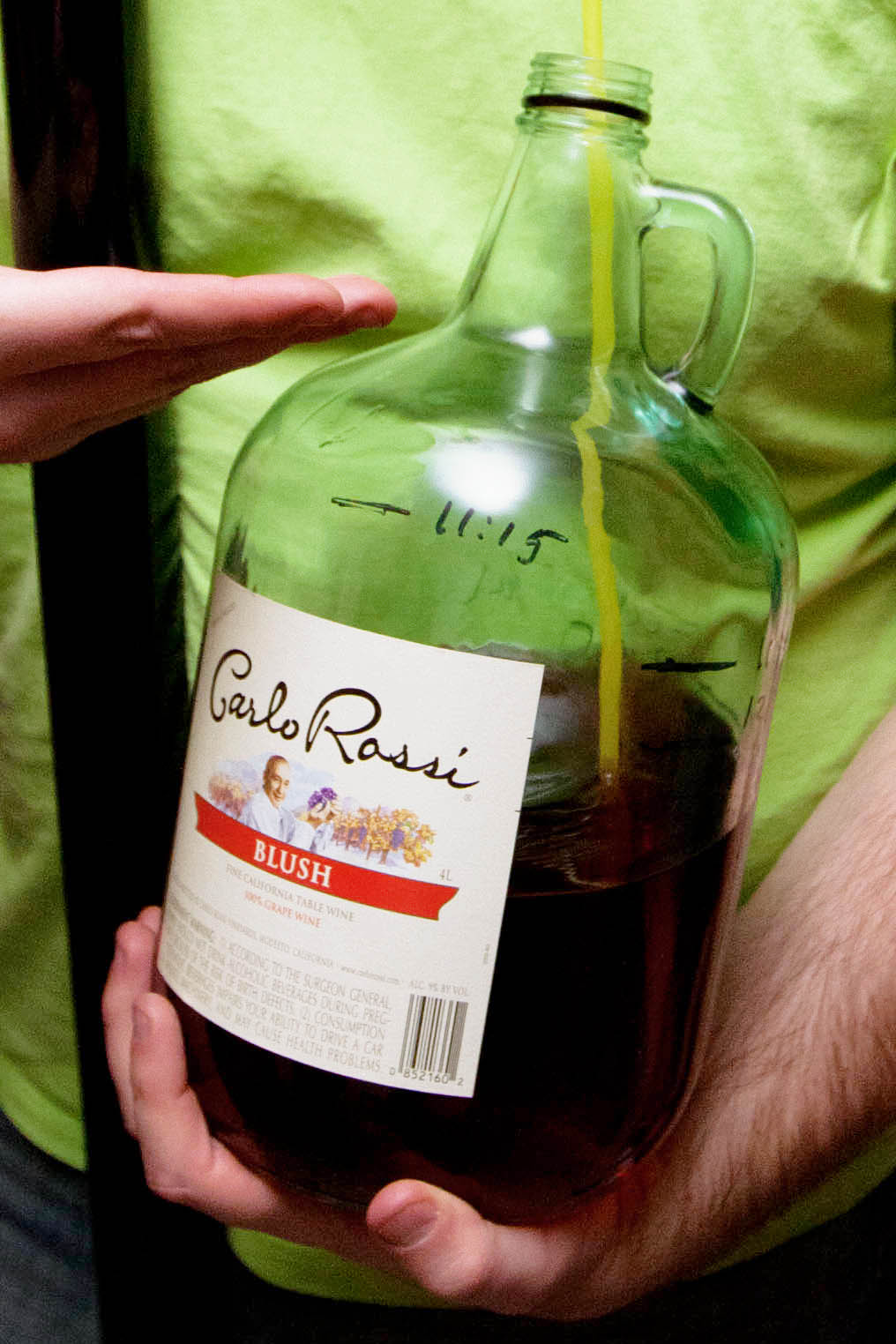
栓の空いたカルロロッシのジャグワイン。瓶の中に見える黄色い物体はストロー。

ジャグワイン（英: Jug wine）とは、アメリカ合衆国において、ガラス瓶またはジャグに瓶詰めされた安価なテーブルワインを指す用語である。
歴史的には、ジャグワインに半一般的なラベルが貼られ、第三者に売却してラベルを貼り直すこともあれば、ワイナリーのテイスティングルームから直接、マイボトルを持参した客に販売することもあった。  禁酒法施行後の一時期、ほとんどのアメリカ人にとって、米国産ワインはジャグワインしかなかった。 1960年代に入り、アメリカ人がプレミアムワインをより多く消費するようになると、ジャグワインは「エクストリーム・バリュー」（お買い得なプレミアムワイン）という評価を受けるようになった。  1980年代後半からは、消費者の要望に応えるために、ジャグワインにラベル名を表示することが多くなった。

## よく知られた銘柄

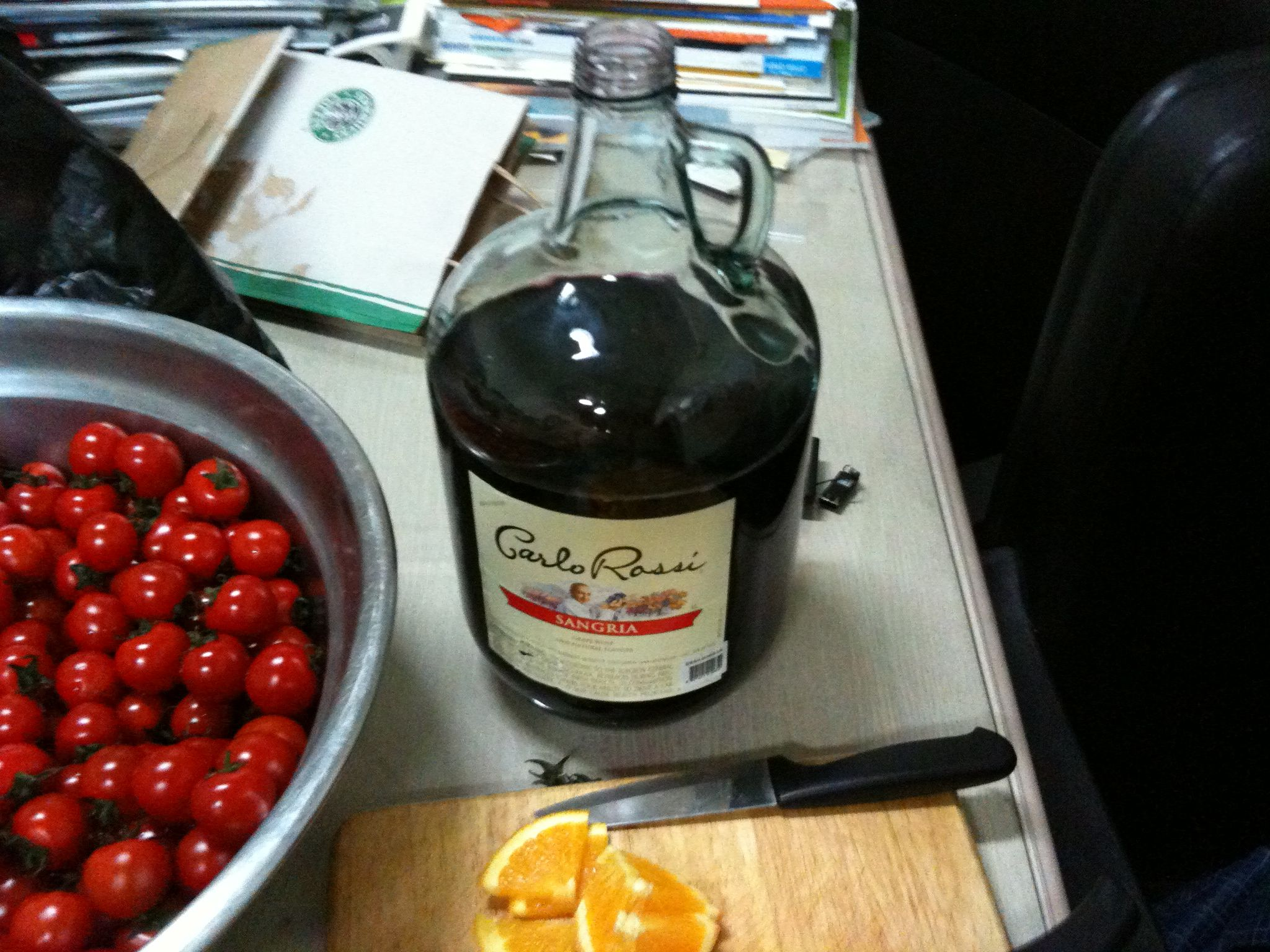
カルロ・ロッシ

よく知られた銘柄としては、ガロやカルロ・ロッシ（Carlo Rossi）、アルマデン・ヴァインヤーズ、イングルヌックなどがある。典型的な包装形態は、750mlと1リットルのガラス瓶、ないしは3リットルと5リットルの水差しである。より最新の包装形態には、裏地付きの箱や、段ボール箱の中にプラスチックの袋を入れた「バッグ・イン・ボックス」法などがあげられる。 